# Isolepis fluitans
Espèce
Classification phylogénétique
Statut de conservation UICN

 LC  : Préoccupation mineure
Le Scirpe flottant, dont le nom scientifique est Isolepis fluitans (autrefois nommé Scirpus fluitans (Linnaeus) est une espèce de plantes à fleur de la famille des Cyperaceae.
C'est une plante typique des zones humides oligotrophes et acides, rare ou devenue rare en Europe.

## Taxonomie
En préparant une monographie sur le genre Isolepis R. Br., deux botanistes (Muasya et Simpson) se sont aperçus que deux espèces décrites dans le genre Scirpus par Linnaeus en 1753 (Scirpus fluitans L., et S. L. selaceus) n'avaient pas été lectotypifiées. Bien que le nom binomial linnéen ait été utilisé durant de nombreuses années, ces deux taxons ont été transférés dans le genre Isolepis par Robert Brown (1810)
Depuis les années 1970, le genre Scirpus continue d'être exploré. Les progrès de la génétique permettront peut-être de mieux le comprendre.

## Habitat, répartition
Ce scirpe est trouvé dans le domaine atlantique de l'Europe de l'ouest, mais aussi en régions tropicales africaine et en Australie.
C'est en France une plante rare et typique des milieux très oligotrophes et souvent acides, et plus particulièrement d'étangs siliceux gréseux, de mares sur argile ou argiles à silex, sur sols (sur plateaux parfois) lessivés. Il côtoie par exemple Myriophyllum alterniflorum.

## Confusions possibles
Il peut évoquer :
- Potamogeton pectinatus (en eaux stagnantes)
- Potamogeton filiformis (en eaux courantes)